# ويل دين
ويل دين هو مجدف كندي، ولد في 10 يونيو 1987 في كيلونا في كندا.

## وصلات خارجية
- ويل دين على موقع الاتحاد الدولي للتجديف (الإنجليزية)
- ويل دين على موقع اللجنة الأولمبية الدولية (الإنجليزية)
- ويل دين على موقع أوليمبيديا (الإنجليزية)
- ويل دين على موقع اللجنة الأولمبية الكندية (الإنجليزية)